# Holoparamecus pumilus
Holoparamecus pumilus är en skalbaggsart som beskrevs av Sharp 1902. Holoparamecus pumilus ingår i släktet Holoparamecus och familjen svampbaggar. Inga underarter finns listade i Catalogue of Life.